# Constantin Teașcă
Constantin Teașcă (* 25. September 1922 in Giurgiu; † 30. Juli 1996) war ein rumänischer Fußballtrainer. Er war in den Jahren 1962 und 1967 rumänischer Nationaltrainer.

## Karriere
Teașcă wurde im Sommer 1958 Cheftrainer von Dinamo Bacău in der Divizia A. Die Saison 1958/59 schloss er auf einem Platz im vorderen Mittelfeld ab, ehe er Ende 1959 gehen musste. Nach zwei Spielen auf der Bank von Dinamo Bukarest Anfang 1962 wurde er im Herbst 1962 für drei Spiele rumänischer Nationaltrainer. Er debütierte am 30. September 1962 in einem Freundschaftsspiel gegen Marokko, das sein Team mit 4:0 gewinnen konnte. Nach einer 2:3-Niederlage gegen die DDR zwei Wochen später betreute er das Team letztmals am 1. November 1962 im EM-Qualifikationsspiel gegen Spanien, das Rumänien mit 0:6 verlor. Anschließend wurde Teașcă durch seinen Vorgänger Gheorghe Popescu ersetzt.
Im Sommer 1963 wurde Teașcă Nachfolger von Traian Iordache bei CSMS Iași. Mit CSMS konnte er sowohl die Saison 1963/64 als auch 1964/65 mit dem Klassenverbleib beenden, ehe sein Engagement in Iași endete. Nachdem er im Jahr 1967 erneut die rumänische Nationalmannschaft für ein Spiel betreut hatte, übernahm er Anfang 1968 Erstligist Universitatea Cluj. Sein Team beendete die Spielzeit 1967/68 auf einem Platz im Mittelfeld. Ende 1968 musste er seinen Platz räumen und wurde im April 1969 Cheftrainer des FC Argeș Pitești. Diesen Posten hatte er bis März 1970 inne, als er wenige Tage vor Saisonende durch Leonte Ianovschi ersetzt wurde. Im Sommer 1970 wurde Teașcă Cheftrainer von Fenerbahçe Istanbul. Der amtierende Meister schloss die Saison 1970/71 als Vizemeister ab und musste wieder gehen.
Anfang 1974 ersetzte Teașcă Gheorghe Constantin als Trainer von Steaua Bukarest. Mit Steaua konnte er sich sowohl in der Saison 1973/74 als auch 1974/75 nicht für den Europapokal qualifizieren. Er wurde im Sommer 1975 von Emerich Jenei abgelöst. Im Sommer 1976 übernahm er den FC Universitatea Craiova, wo er mit dem Pokalsieg 1977 seinen ersten Titel gewinnen konnte. Von Sommer 1979 bis Sommer 1981 betreute Teașcă FCM Galați in der Divizia A, ehe er mit seinem Team absteigen musste. Anschließend wurde er Trainer von Dinamo-Victoria Bukarest in der Divizia C. In der Saison 1981/82 führte er sein Team in die Divizia B, wo er zwei Platzierungen in der Spitzengruppe heraussprangen. Im Sommer 1984 verließ er Dinamo-Victoria wieder.
Nach zwei Monaten auf der Bank von Bihor Oradea im Herbst 1985 betreute er im Herbst 1986 zum zweiten Mal den FC Universitatea Craiova.

## Erfolge
- Türkischer Vizemeister: 1971
- Rumänischer Pokalsieger: 1977

## Veröffentlichungen
- Constantin Teaşcă: Fotbal și fotbaliști la diferite meridiane. Editura Uniunii de Cultură Fizică şi Sport, Bukarest 1962.
- Constantin Teaşcă: Fotbal la poalele Cordilierilor. Editura Uniunii de Cultură Fizică şi Sport, Bukarest 1965.
- Constantin Teaşcă: Din nou pe meridianele fotbalului. Editura Uniunii de Cultură Fizică şi Sport, Bukarest 1967.
- Constantin Teaşcă: Ce rău v-am făcut?. Junimea, Iași 1976.
- Constantin Teaşcă: Păpușarii. Cartea Românească, Bukarest 1984.
- Constantin Teaşcă: Competiții de neuitat. Sport-Turism, Bukarest 1989, ISBN 9734101242.
- George Mihalache: Piticul și restul lumii - Dialog la "gura sobei" cu Titi Teaşcă. Carro, Bukarest 1998, ISBN 9739775160.